# Ministeria

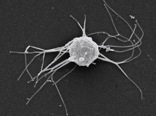
Ministeria vibrans

Ministeria ist eine Gattung (Biologie) bakterienfressende Amöben mit Filopodien (Scheinfüßchen).
Sie ist die einzige Gattung in der Familie Ministeriidae innerhalb der Klade (Klasse) Filasterea.
Es sind zwei Spezies der Gattung bekannt, M. marisola (Typusart) und M. vibrans.
Die Ministeria-Arten besitzen die für Mitglieder der Filasterea typischen Filopodien genannten Zellausläufer mit Mikrofilamenten aus etlichen nebeneinander geordneten Strängen des Strukturproteins Aktin in ihrem Inneren. Diese Filopodien erscheinen stets fadenartig dünn und unverzweigt. Sie besitzen auf ihrer gesamten Länge die gleiche Dicke und verjüngen sich an der Spitze nicht. Für derartige Filopodien ist die Bezeichnung „Filodigiti“ vorgeschlagen worden.
M. marisola ist bisher (Stand 2019) noch nicht in Reinkultur gebracht worden, im Gegensatz zur Spezies M. vibrans, die bereits zweimal in Reinkultur isoliert wurde.

## Forschungsgeschichte
Die Typusart wurde von Patterson et al. 1993 entdeckt und erstbeschrieben, die zweite Art, Ministeria vibrans wurde 1997 von Tong beschrieben.
In Studien von 2003 und 2006 wurde festgestellt, dass es sich bei der Gattung um eine monophyletische Gruppe handelt.
Im Jahr 2008 schuf Thomas Cavalier-Smith die Familie Ministeriidae, mit Ministeria als einziger Gattung (Typusgattung).

## Lebenszyklus
Bekannte Stadien sind:
1. das eines freilebenden marinen Bakterienfressers;[8]
2. (nur bei M. vibrans): ein festsitzendes Stadium, bei dem sich die Zellen mit einer Art Stiel (Näheres s. u.) am Substrat anheften.[3]

Ein Zystenstadium ist nicht bekannt.

## Genetik
In den beiden Filasterea-Arten Capsaspora owczarzaki und Ministeria vibrans sind  mehrere der Tyrosinkinasen-Familien vorhanden.
Das ist besonders interessant, denn ansonsten haben die Einzeller zwar oft ein außerordentlich großes Repertoire an Tyrosinkinasen (z. B. gibt es mindestens 88 Rezeptor-Tyrosinkinasen im Choanoflagellaten Monosiga brevicollis); aber deren die Liganden-bindenden Domänen ähneln nicht denen von mehrzelligen Tieren.
Die Tatsache, dass die Kinase der Src-Familie in diesen Filasterea mit den gleichen Ausprägungen wie bei mehrzelligen Tieren vorkommt, deutet darauf hin, dass dieses Proteinmodul uralte Ursprünge hat und es eine sehr beständige Konservierung dieser Domänenarchitektur gibt.
Neben mehreren tierischen Tyrosinkinasen gibt es bei Ministeria vibrans aber auch Tyrosinkinasen, die bei Mehrzellern nicht vorkommen.
Die MAGUK (englisch membrane-associated guanylate kinase) genannte Proteinfamilie enthielt wahrscheinlich schon vor der Trennung von Filasterea und Choanozoa mehrere Varianten: Der einzellige Vorfahr der Tiere enthielt offenbar bereits Vorläufer der MAGUKs MAGI, DLG und MPP.
Eine detaillierte Beschreibung von Genom bzw. Proteom findet sich bei Xavier Grau-Bové et al. (2017).
-->
Es gibt mindestens 2 KLF-Proteine.
Die mitochondriale DNA (mtDNA) von M. vibrans hat eine Größe von 55.918 bp und kodiert zu 80 % für insgesamt 24 tRNAs, 2 rRNAs (18S und 28S) und 24 Proteine, von denen 14 Teil der Elektronentransportkette und 10 Teil der Ribosomen sind.
Es gibt keine bekannte microRNA (miRNA) oder ein an der miRNA-Produktion beteiligtes Protein.

## Systematik

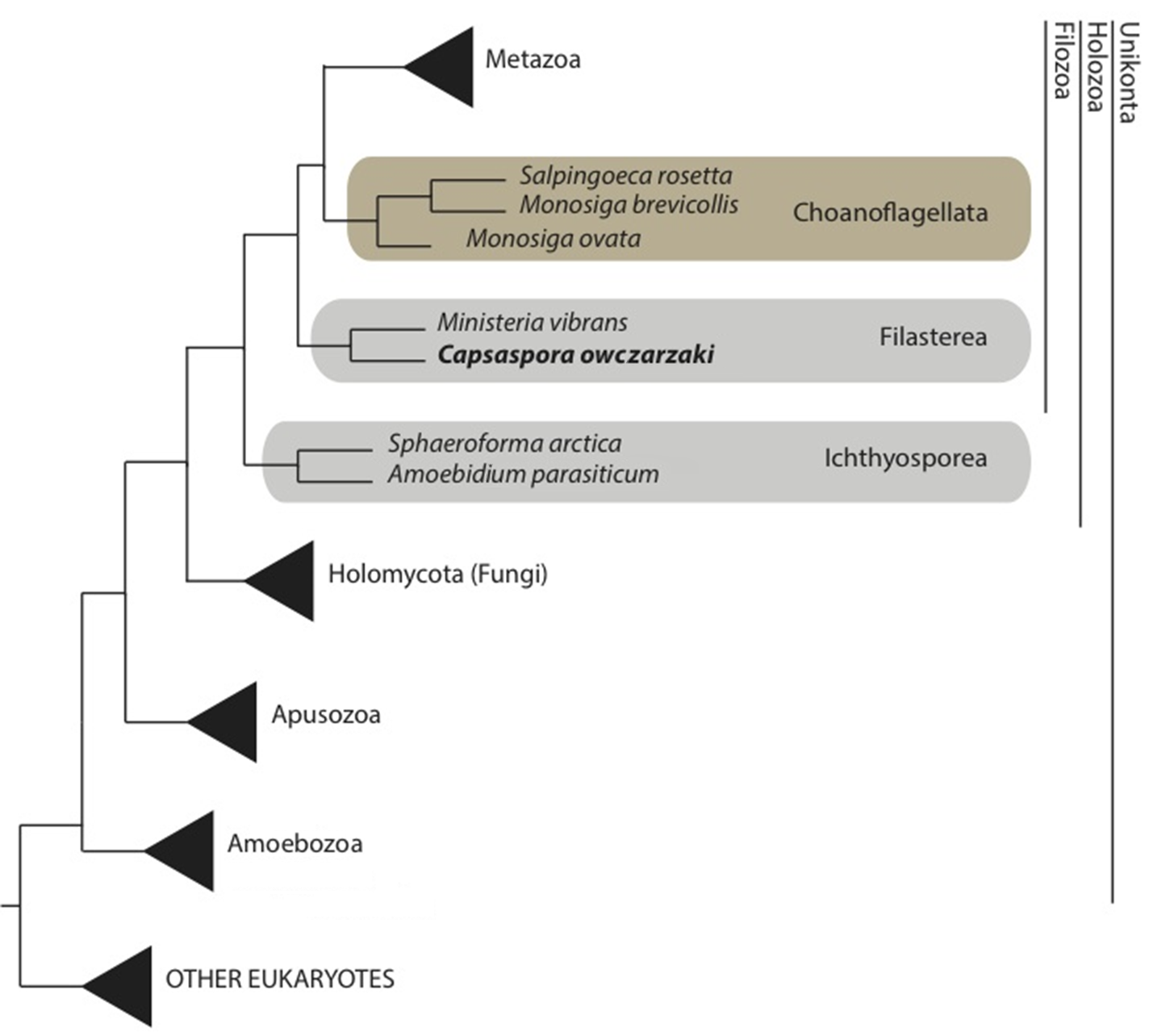
Phylogenetischer Baum mit der Gattung Ministeria

Der amöboide Protist Ministeria vibrans nimmt eine Schlüsselposition beim Verständnis der evolutionären Ursprünge der Tiere ein.
Er gehört zu den Filasterea, der Schwestergruppe der Filozoa, die sich aus den Choanoflagellaten (Kragengeißeltierchen) und den Metazoa (vielzelligen Tieren) zusammensetzen.
Bisher wurden zwei Arten der Gattung Ministeria beschrieben, beide aus Meereswasserproben von Küsten: M. vibrans und die Typusart M. marisola.
Gattung Ministeria Patterson, Nygaard, Steinberg & Turley, 1993(A, G, N, O, T, N, W)
- Spezies Ministeria marisola D. J. Patterson, K. Nygaard, G. Steinberg & C. M. Turley, 1993(A, G, O, T, W) Typusart(A)[5]
- Spezies Ministeria vibrans Tong, 1997(A, G, N, O, T, W)[6][5]
  - Stamm ATCC 50519(N)[19]
  - Stamm L27[20]

Quellen:
(A)G– AlgaeBase
(G)J– Global Biodiversity Information Facility (GBIF)
(N)G– National Center for Biotechnology Information (NCBI) Taxonomy Browser
(O)G– Ocean Biogeographic Information System (OBIS)
(T)G– The Taxonomicon (taxonomy.nl)
(W)L– World Register of Marine Species (WoRMS)

## Bedeutung
Zwar scheint der ökologische Einfluss der Gattung gering zu sein. Ministeria ist aber von großer stammesgeschichtlicher (phylogenetischer) Bedeutung, weil sie als Mitglied der Filasterea, zu einer eng mit den vielzelligen Tieren (Metazoa) verwandten Organismengruppe gehört. So deuten die Mikrovilli in Ministeria auf einen gemeinsamen Vorfahren der Filasterea und Choanoflagellata hin. Kinetid und Mikrovilli von Ministeria veranschaulichen also Merkmale des gemeinsamen Vorfahren von drei Gruppen der Holozoa: Filasterea, Metazoa und Choanoflagellata.

## Ministeria marisola
Die ersten Exemplare der Gattung Ministeria und damit von der Typusart M. marisola wurden von Patterson et al. wie 1993 berichtet bei einer Untersuchung von Detritus-assoziierten Protisten aus der Tiefsee gefunden.
Diese Spezies ist laut Beschreibung ein kleiner Protist.
Ihr kugelförmiger Körper misst 1,5–3,0 μm und hat 14 gleich lange strahlenförmig streng geometrisch-symmetrisch angeordnete Arme, deren Länge von Zelle zu Zelle im Bereich von 3,5 bis 8,5 m variiert.
Die Arme sind zytoplasmatisch ohne innere Skelettstrukturen und werden daher auch als Filopodien bezeichnet. Sie erscheinen jedoch steif und laufen an ihrem Ende nicht spitz (verjüngt) zu.
Es wurde keine aktive Bewegung dieser Zellen festgestellt.
Ein zweites Flagellen-Stadium mit begeißelten Zellen wurde ebenso nicht beobachtet.
M. marisola nimmt trotz der geringen Größe partikuläre Nahrung auf (Bakterien).
In den Mitochondrien befinden sich flache Cristae.

## Ministeria vibrans
Die zweite Art der Gattung Ministeria, M. vibrans, wurde 1997 von Susan erstbeschrieben.
Sie unterscheidet sich von der Typusart M. marisola neben einer größeren Anzahl von Armen durch einen Stiel (englisch stalk), womit sich die Zellen am Substrat anheften (Tong, 1997, Tong et al., 1998). Dies führt zu einer vibrierenden Bewegung der Zelle führt (namensgebend, vibratile stalk). Dieser Stiel wurde als Geißel bzw. als eine von der Geißel abgeleitete Struktur gedeutet. Molekulare und experimentelle Untersuchungen haben später bestätigt, dass dieser Stiel tatsächlich ein Geißelapparat und kein Stumpf ist.
M. vibrans wurde sporadisch in verschiedenen Lebensräumen gefunden, und es wurden kultivierte Stämme etabliert. Einer dieser Stämme wurde aus sauerstoffarmem Wasser der Ostsee isoliert. Es konnte an diesem ein dünnes vibrierendes Flagellum (Geißel) beobachtet werden, aber keine vibrierende Bewegung des Zellkörpers selbst und auch kein Stiel zum Anheften. Zwei Zentriolen können aus der Nähe des Zellkerns an die Zellperipherie wandern und sich in ein Kinetid verwandeln: die Zentriole steht orthogonal zum Kinetosom mit einer fibrillären Wurzel und einem basalen Fuß, von dem Mikrotubuli ausgehen. Die Kinetidstruktur von M. vibrans ähnelt der der Choanozyten der im Stammbaum am tiefsten verzweigten (d. h. basalen) Schwämme, aber unterscheidet sich wesentlich von den Kinetiden der Choanoflagellaten.
Die Filopodien haben parallele Mikrofilamente, die homolog zu den Mikrovilli der Choanoflagellata sind.

## Weiterführende Literatur
- Sina M. Adl, David Bass, Christopher E. Lane, Julius Lukeš, Conrad L. Schoch, Alexey Smirnov, Sabine Agatha, Cedric Berney, Matthew W. Brown, Fabien Burki, Paco Cárdenas, Ivan Čepička, Lyudmila Chistyakova, Javier del Campo, Micah Dunthorn, Bente Edvardsen, Yana Eglit, Laure Guillou, Vladimír Hampl, Aaron A. Heiss, Mona Hoppenrath, Timothy Y. James, Anna Karnkowska, Sergey Karpov, Eunsoo Kim, Martin Kolisko, Alexander Kudryavtsev, Daniel J. G. Lahr, Enrique Lara, Line Le Gall, Denis H. Lynn, David G. Mann, Ramon Massana, Edward A. D. Mitchell, Christine Morrow, Jong Soo Park, Jan W. Pawlowski, Martha J. Powell, Daniel J. Richter, Sonja Rueckert, Lora Shadwick, Satoshi Shimano, Frederick W. Spiegel, Guifré Torruella, Noha Youssef, Vasily Zlatogursky, Qianqian Zhang: Revisions to the Classification, Nomenclature, and Diversity of Eukaryotes. In: Journal of Eukaryotic Microbiology. 66. Jahrgang, Nr. 1, 19. Januar 2019, S. 4–119, doi:10.1111/jeu.12691, PMID 30257078, PMC 6492006 (freier Volltext) – (englisch).